# Дубровский сельсовет (Новосибирская область)
Дубровский сельсовет — сельское поселение в Маслянинском районе Новосибирской области Российской Федерации.
Административный центр — село Дубровка.

## История
Статус и границы сельского поселения установлены Законом Новосибирской области от 2 июня 2004 года № 200-ОЗ «О статусе и границах муниципальных образований Новосибирской области»

## Население
| 2002 | 2010 | 2012 | 2013 | 2014 | 2015 | 2016 |
| ---- | ---- | ---- | ---- | ---- | ---- | ---- |
| 1151 | ↘906 | ↘905 | ↗913 | ↘909 | ↘856 | ↘826 |
| 2017 | 2018 | 2019 | 2020 | 2021 |      |      |
| ↗837 | ↘824 | ↘820 | ↗821 | ↘812 |      |      |

## Состав сельского поселения
| № | Населённый пункт | Тип населённого пункта       | Население |
| - | ---------------- | ---------------------------- | --------- |
| 1 | Дубровка         | село, административный центр | ↘626      |
| 2 | Нижняя Матрёнка  | посёлок                      | ↘183      |
| 3 | Петени           | посёлок                      | ↘97       |